# Rivière Miette
Pour les articles homonymes, voir Miette.
La rivière Miette est un cours d'eau qui coule dans la province de l'Alberta au Canada.

## Géographie
La rivière Miette prend sa source dans le parc national de Jasper. La rivière s'écoule vers l'est puis s'oriente vers le sud et se jette dans la rivière Athabasca en amont du lac Brûlé.

## Histoire
La toponymie du mot "Miette" a deux origines possibles
Origine canadienne-française
Le nom viendrait d'un trappeur canadien-français travaillant pour la Compagnie du Nord-Ouest et la Compagnie de la Baie d'Hudson surnommé "Bonhomme Miette". Il aurait escaladé la montagne portant depuis le nom de "Roche Miette".
Origine amérindienne
Le nom serait une déformation, par les trappeurs canadiens-français, du mot en langue amérindienne de la Nation des Amérindiens des Cris "Myat" qui signifie mouflon d'Amérique, animal emblématique des montagnes du parc national de Jasper.